# معالجة بالانقلاب

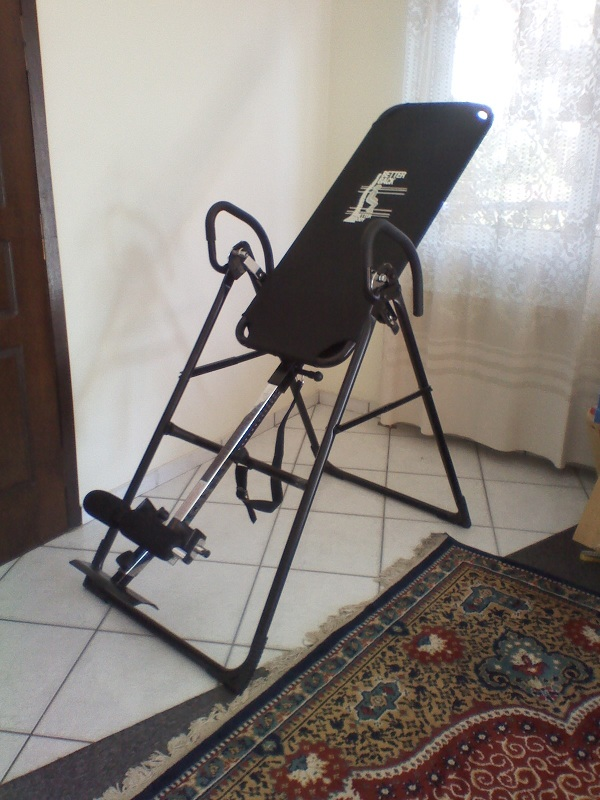
طاولة انعكاس قابلة للطي، ممددة ومجهزة للاستخدام.

العلاج بالانعكاس، ويُعرف أيضًا بـالعلاج بالوضع المقلوب، هو أسلوب علاجي يقوم على الاستفادة من تأثير الجاذبية من خلال تعليق الجسم من الساقين أو الكاحلين أو القدمين بزاوية مائلة أو بوضع مقلوب بالكامل. ويُعد هذا الأسلوب أحد أشكال التمدد الفقري.
تُستخدم ما يُعرف بـ"أحذية الجاذبية" كدعامات للكاحلين مصممة خصيصًا لهذا النوع من العلاج. ويستعين بعض الأشخاص بهذه الأحذية أيضًا كوسيلة لإضفاء تحدٍ إضافي على التمارين الرياضية، مثل أداء تمارين البطن أو القرفصاء أثناء التعليق.
ينبغي على الأفراد الذين يعانون من أمراض القلب، ارتفاع ضغط الدم، أو أمراض العيون (كـالمياه الزرقاء)، وكذلك النساء الحوامل، توخي الحذر واستشارة الطبيب قبل الخضوع لهذا النوع من العلاج، نظرًا لما قد ينطوي عليه من مخاطر صحية.
وعند تجربة العلاج بالانعكاس لأول مرة، يُنصح بأن يكون هناك شخص مرافق لتقديم المساعدة عند الحاجة، سواء للخروج من الجهاز أو في حال التعرض لأي طارئ صحي.
خلال نوبة ارتجاع الحمض، قد تتمكن كميات صغيرة من حمض المعدة من التسرب إلى المريء. وبشكل عام، تُساعد الجاذبية على تقليل هذا التسرب الصاعد، إلا أن استخدام طاولة الانعكاس في هذه الحالة قد يؤدي إلى شعور بالألم والغثيان، وقد يشكّل خطرًا صحيًا في بعض الأحيان.
كما أن اتخاذ وضعية مقلوبة يؤدي إلى زيادة في معدل ضربات القلب، النتاج القلبي، مقاومة الأوعية الدموية الطرفية، العودة الوريدية، واستهلاك عضلة القلب للأوكسجين، وهي تغييرات لا يُنصح بها للأشخاص المصابين بأمراض قلبية.

## صور إضافية

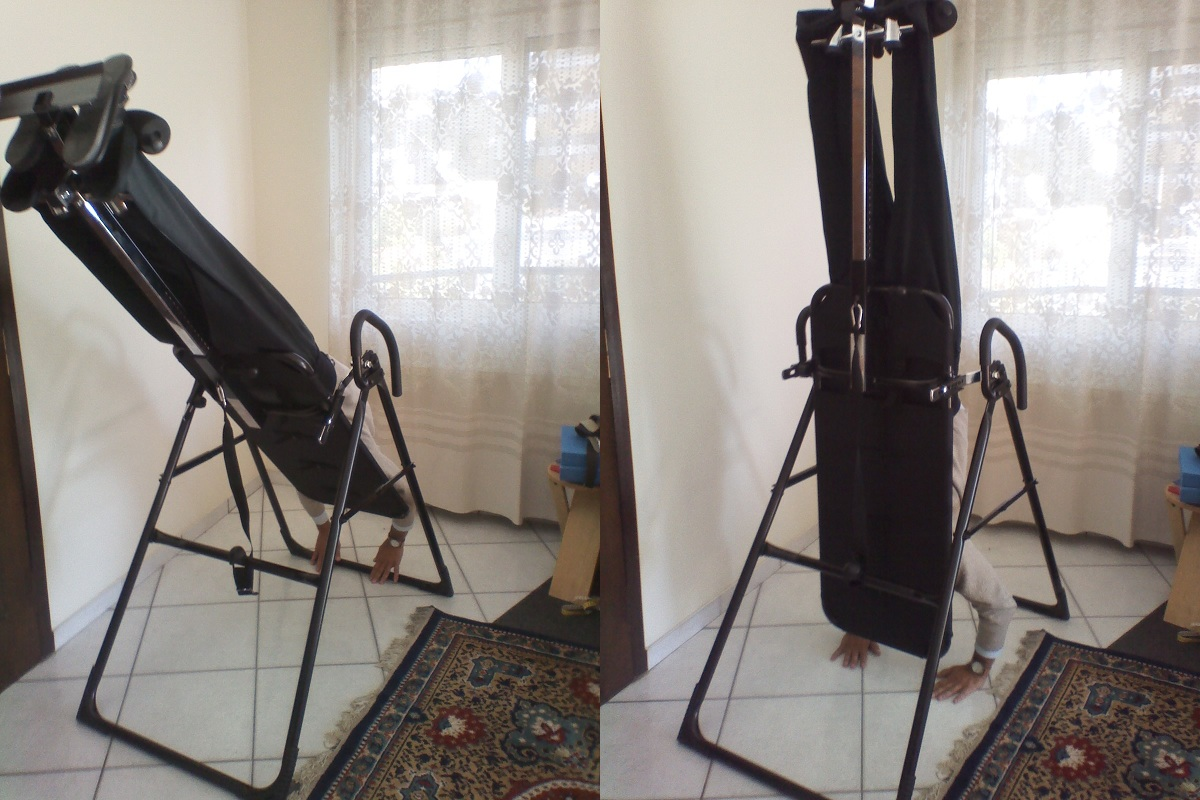
طاولة الانعكاس أثناء الاستخدام.